# 아이슬란드 크로나

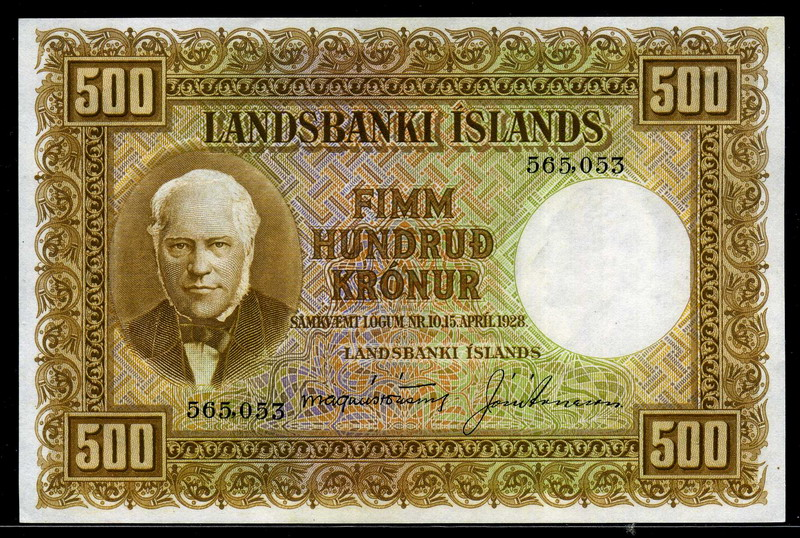

크로나(아이슬란드어: króna), 복수형 크로누르(krónur)는 아이슬란드의 통화로 1 크로나는 100 아우라르(aurar, 단수형 에이리르(eyrir))에 해당된다. 그러나 에이리르는 현재 사용되지 않고 있다. 1, 5, 10, 50, 100 크로나 동전과 500, 1,000, 2,000, 5,000 크로나 지폐가 통용된다.

## 같이 보기
- 아이슬란드의 경제
- 스칸디나비아 통화동맹